# Carbon County (Pennsylvania)
Carbon County ist ein County im Bundesstaat Pennsylvania der Vereinigten Staaten. Bei der Volkszählung im Jahr 2020 hatte das County 64.749 Einwohner und eine Bevölkerungsdichte von 66 Einwohner pro Quadratkilometer.  Der Verwaltungssitz (County Seat) ist Jim Thorpe.

## Geographie
Das County hat eine Fläche von 1003 Quadratkilometern, wovon 16 Quadratkilometer Wasserfläche sind.

## Geschichte
1746 gründeten 12 Familien der Herrnhuter Brüdergemeine am Ort der heutigen Kleinstadt Lehighton die Siedlung Gnadenhütten. Gnadenhütten wurde im French and Indian War 1755 zerstört.
Das County wurde am 13. März 1843 gegründet. Der Name „Carbon“ (deutsch: „Kohle“) bezieht sich auf die Kohlevorkommen in dieser Region.

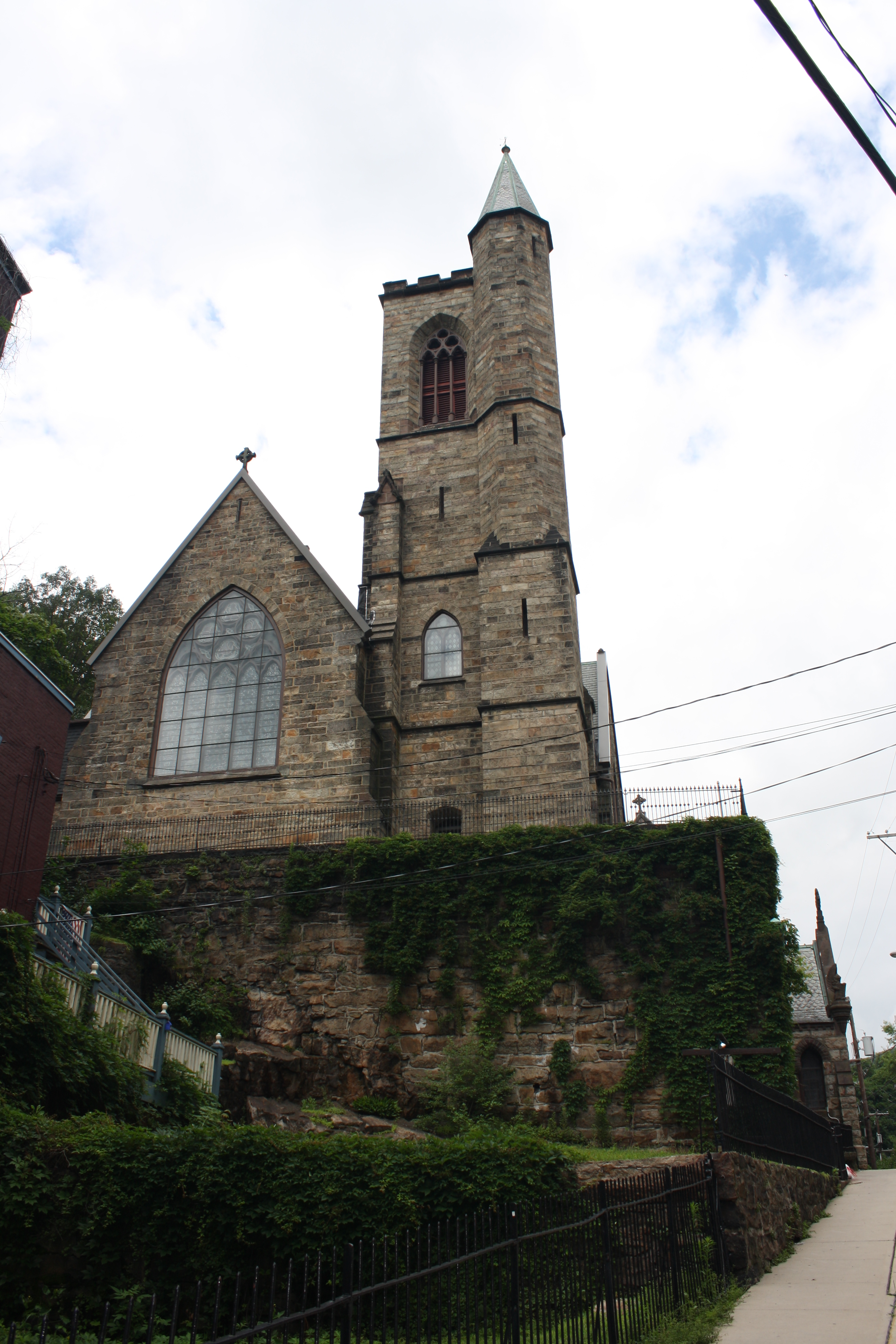
St. Mark’s Episcopal Church (2013)

Zwei Orte im County haben den Status einer National Historic Landmark, die St. Mark’s Episcopal Church und Cedarcroft. Zwölf Bauwerke und Stätten des Countys sind im National Register of Historic Places (NRHP) eingetragen (Stand 22. Juli 2018).

## Städte und Ortschaften

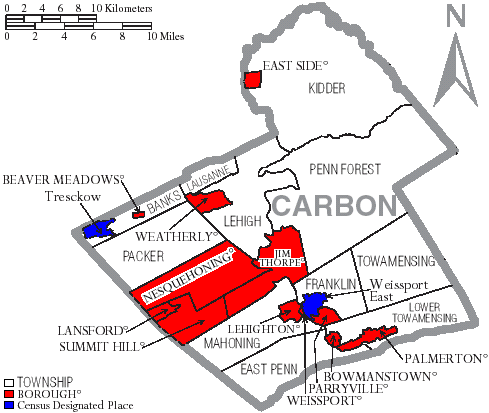
Karte des Carbon Countys

| - Banks Township - Beaver Meadows - Bowmanstown - East Penn Township - East Side - Franklin Township - Jim Thorpe - Kidder Township - Lansford | - Lausanne Township - Lehigh Township - Lehighton - Lower Towamensing Township - Mahoning Township - Nesquehoning - Packer Township - Palmerton | - Parryville - Penn Forest Township - Summit Hill - Towamensing Township - Tresckow - Weatherly - Weissport East - Weissport |